# Elezioni comunali in Umbria del 2001
Le elezioni comunali in Umbria del 2001 si tennero il 13 maggio (con ballottaggio il 27 maggio).

## Perugia

### Assisi
|                                      | Giorgio Bartolini ✔️ Sindaco | 9 192                | 51,49 | Forza Italia            | 3 740  | 23,58 | 6  |  |  |
| Alleanza Nazionale                   | Giorgio Bartolini ✔️ Sindaco | 9 192                | 51,49 | 2 797                   | 17,64  | 4     |    |  |  |
| CCD - CDU                            | Giorgio Bartolini ✔️ Sindaco | 9 192                | 51,49 | 1 335                   | 8,42   | 2     |    |  |  |
| Giovani Idee                         | Giorgio Bartolini ✔️ Sindaco | 9 192                | 51,49 | 234                     | 1,48   | –     |    |  |  |
|                                      | Mariano Borgognoni           | 7 343                | 41,13 | Democratici di Sinistra | 3 244  | 20,46 | 5  |  |  |
| Partito della Rifondazione Comunista | Mariano Borgognoni           | 7 343                | 41,13 | 1 149                   | 7,25   | 1     |    |  |  |
| La Margherita                        | Mariano Borgognoni           | 7 343                | 41,13 | 1 091                   | 6,88   | 1     |    |  |  |
| Socialisti Democratici Italiani      | Mariano Borgognoni           | 7 343                | 41,13 | 508                     | 3,20   | –     |    |  |  |
| Italia dei Valori                    | Mariano Borgognoni           | 7 343                | 41,13 | 363                     | 2,29   | –     |    |  |  |
| Partito dei Comunisti Italiani       | Mariano Borgognoni           | 7 343                | 41,13 | 316                     | 1,99   | –     |    |  |  |
| Seggio di coalizione                 | Seggio di coalizione         | Seggio di coalizione | 41,13 | 1                       |        |       |    |  |  |
|                                      | Edo Romoli                   | 959                  | 5,37  | Lista per Assisi        | 791    | 4,99  | –  |  |  |
| Seggio di coalizione                 | Seggio di coalizione         | Seggio di coalizione | 5,37  | 1                       |        |       |    |  |  |
|                                      | Francesco Fiorelli           | 359                  | 2,01  | Democrazia Europea      | 291    | 1,83  | –  |  |  |
| Totale                               | Totale                       | 17 853               | 100   |                         | 15 859 | 100   | 20 |  |  |
|                                      |                              |                      |       |                         |        |       |    |  |  |
| Fonte: Ministero dell'interno        |                              |                      |       |                         |        |       |    |  |  |

### Città di Castello
| Candidati                            | Candidati                    | II turno             | II turno          | I turno | I turno | Liste                              | Voti   | %     | Seggi |
| Candidati                            | Candidati                    | Voti                 | %                 | Voti    | %       | Liste                              | Voti   | %     | Seggi |
| ------------------------------------ | ---------------------------- | -------------------- | ----------------- | ------- | ------- | ---------------------------------- | ------ | ----- | ----- |
|                                      | Fernanda Cecchini ✔️ Sindaca | 13 419               | 57,17             | 12 249  | 45,15   | Democratici di Sinistra            | 5 940  | 26,58 | 11    |
| Socialisti Democratici Italiani      | Fernanda Cecchini ✔️ Sindaca | 13 419               | 57,17             | 12 249  | 45,15   | 1 349                              | 6,04   | 2     |       |
| Partito dei Comunisti Italiani       | Fernanda Cecchini ✔️ Sindaca | 13 419               | 57,17             | 12 249  | 45,15   | 1 291                              | 5,78   | 2     |       |
| Democratici con Città di Castello    | Fernanda Cecchini ✔️ Sindaca | 13 419               | 57,17             | 12 249  | 45,15   | 1 290                              | 5,77   | 2     |       |
| Partito della Rifondazione Comunista | Fernanda Cecchini ✔️ Sindaca | 13 419               | 57,17             | 12 249  | 45,15   | 709                                | 3,17   | 1     |       |
|                                      | Franco Campagni              | 10 054               | 42,83             | 7 777   | 28,67   | Alleanza Nazionale                 | 2 893  | 12,95 | 3     |
| Forza Italia                         | Franco Campagni              | 10 054               | 42,83             | 7 777   | 28,67   | 2 343                              | 10,48  | 2     |       |
| CCD - CDU                            | Franco Campagni              | 10 054               | 42,83             | 7 777   | 28,67   | 1 111                              | 4,97   | 1     |       |
| Nuovo PSI                            | Franco Campagni              | 10 054               | 42,83             | 7 777   | 28,67   | 439                                | 1,96   | –     |       |
| Lega Nord                            | Franco Campagni              | 10 054               | 42,83             | 7 777   | 28,67   | 60                                 | 0,27   | –     |       |
| Seggio di coalizione                 | Seggio di coalizione         | Seggio di coalizione | 42,83             | 7 777   | 28,67   | 1                                  |        |       |       |
|                                      | Mario Capanna                | Mario Capanna        | Mario Capanna     | 6 821   | 25,14   | Lista Capanna                      | 2 721  | 12,18 | 4     |
| Democratici per Città di Castello    | Mario Capanna                | Mario Capanna        | Mario Capanna     | 6 821   | 25,14   | 628                                | 2,81   | –     |       |
| Centro per il Rinnovamento           | Mario Capanna                | Mario Capanna        | Mario Capanna     | 6 821   | 25,14   | 614                                | 2,75   | –     |       |
| Sinistra Plurale                     | Mario Capanna                | Mario Capanna        | Mario Capanna     | 6 821   | 25,14   | 380                                | 1,70   | –     |       |
| Verdi per Città di Castello          | Mario Capanna                | Mario Capanna        | Mario Capanna     | 6 821   | 25,14   | 379                                | 1,70   | –     |       |
| Seggio di coalizione                 | Seggio di coalizione         | Seggio di coalizione | Mario Capanna     | 6 821   | 25,14   | 1                                  |        |       |       |
|                                      | Giovanni Petricci            | Giovanni Petricci    | Giovanni Petricci | 283     | 1,04    | Movimento Sociale Fiamma Tricolore | 201    | 0,90  | –     |
| Totale                               | Totale                       | 23 473               | 100               | 27 130  | 100     |                                    | 22 348 | 100   | 30    |
|                                      |                              |                      |                   |         |         |                                    |        |       |       |
| Fonte: Ministero dell'interno        |                              |                      |                   |         |         |                                    |        |       |       |

### Gubbio
| Candidati                       | Candidati                | II turno             | II turno            | I turno | I turno | Liste                                | Voti   | %     | Seggi |
| Candidati                       | Candidati                | Voti                 | %                   | Voti    | %       | Liste                                | Voti   | %     | Seggi |
| ------------------------------- | ------------------------ | -------------------- | ------------------- | ------- | ------- | ------------------------------------ | ------ | ----- | ----- |
|                                 | Orfeo Goracci ✔️ Sindaco | 10 623               | 55,34               | 8 031   | 36,78   | Partito della Rifondazione Comunista | 3 863  | 20,47 | 13    |
| Verdi per Gubbio                | Orfeo Goracci ✔️ Sindaco | 10 623               | 55,34               | 8 031   | 36,78   | 880                                  | 4,66   | 3     |       |
| Insieme per Gubbio              | Orfeo Goracci ✔️ Sindaco | 10 623               | 55,34               | 8 031   | 36,78   | 855                                  | 4,53   | 2     |       |
|                                 | Ubaldo Corazzi           | 8 573                | 44,66               | 8 658   | 39,65   | Democratici di Sinistra              | 5 506  | 29,17 | 5     |
| La Margherita                   | Ubaldo Corazzi           | 8 573                | 44,66               | 8 658   | 39,65   | 1 398                                | 7,41   | 1     |       |
| Socialisti Democratici Italiani | Ubaldo Corazzi           | 8 573                | 44,66               | 8 658   | 39,65   | 1 172                                | 6,21   | 1     |       |
| Partito dei Comunisti Italiani  | Ubaldo Corazzi           | 8 573                | 44,66               | 8 658   | 39,65   | 672                                  | 3,56   | –     |       |
| Seggio di coalizione            | Seggio di coalizione     | Seggio di coalizione | 44,66               | 8 658   | 39,65   | 1                                    |        |       |       |
|                                 | Stefano Pascolini        | Stefano Pascolini    | Stefano Pascolini   | 4 754   | 21,77   | Forza Italia - CCD - CDU             | 2 157  | 11,43 | –     |
| Alleanza Nazionale              | Stefano Pascolini        | Stefano Pascolini    | Stefano Pascolini   | 4 754   | 21,77   | 2 011                                | 10,65  | –     |       |
| Lega Nord                       | Stefano Pascolini        | Stefano Pascolini    | Stefano Pascolini   | 4 754   | 21,77   | 40                                   | 0,21   | –     |       |
| Seggio di coalizione            | Seggio di coalizione     | Seggio di coalizione | Stefano Pascolini   | 4 754   | 21,77   | 1                                    |        |       |       |
|                                 | Anna Maria Girlanda      | Anna Maria Girlanda  | Anna Maria Girlanda | 393     | 1,80    | Italia dei Valori                    | 321    | 1,70  | –     |
| Totale                          | Totale                   | 19 196               | 100                 | 21 836  | 100     |                                      | 18 875 | 100   | 30    |
|                                 |                          |                      |                     |         |         |                                      |        |       |       |
| Fonte: Ministero dell'interno   |                          |                      |                     |         |         |                                      |        |       |       |